# Сверхзвуковой воздухозаборник
Сверхзвуковой воздухозаборник  — воздухозаборник реактивного двигателя, предназначенный для работы при сверхзвуковых скоростях набегающего потока воздуха. Это тщательно спроектированная и изготовленная конструкция, от исполнения которой зависит надёжность работы авиационного двигателя и достижения им требуемых характеристик во всех эксплуатационных режимах полёта.

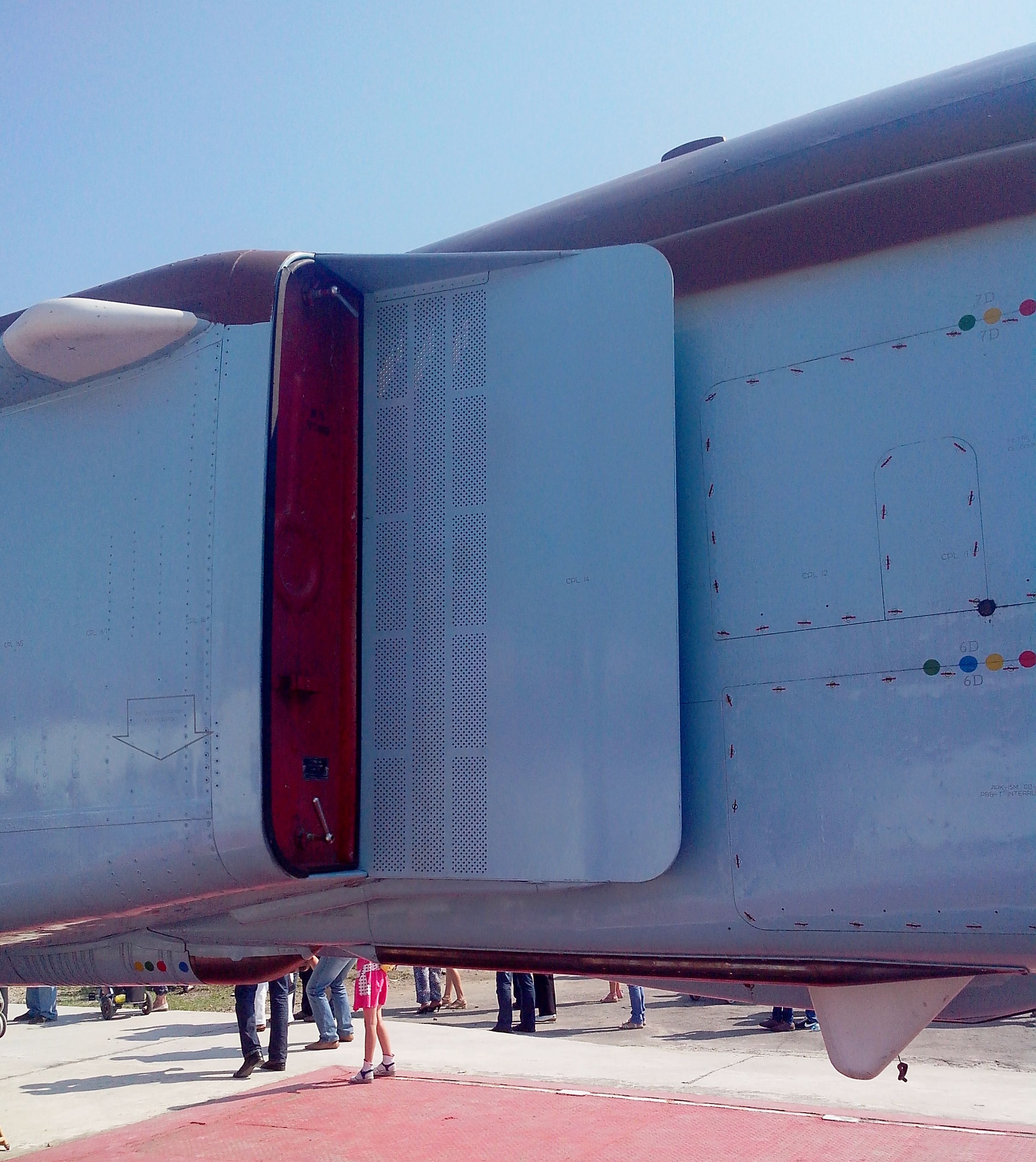
Нерегулируемый воздухозаборник с пластинчатым отсекателем на Су-24

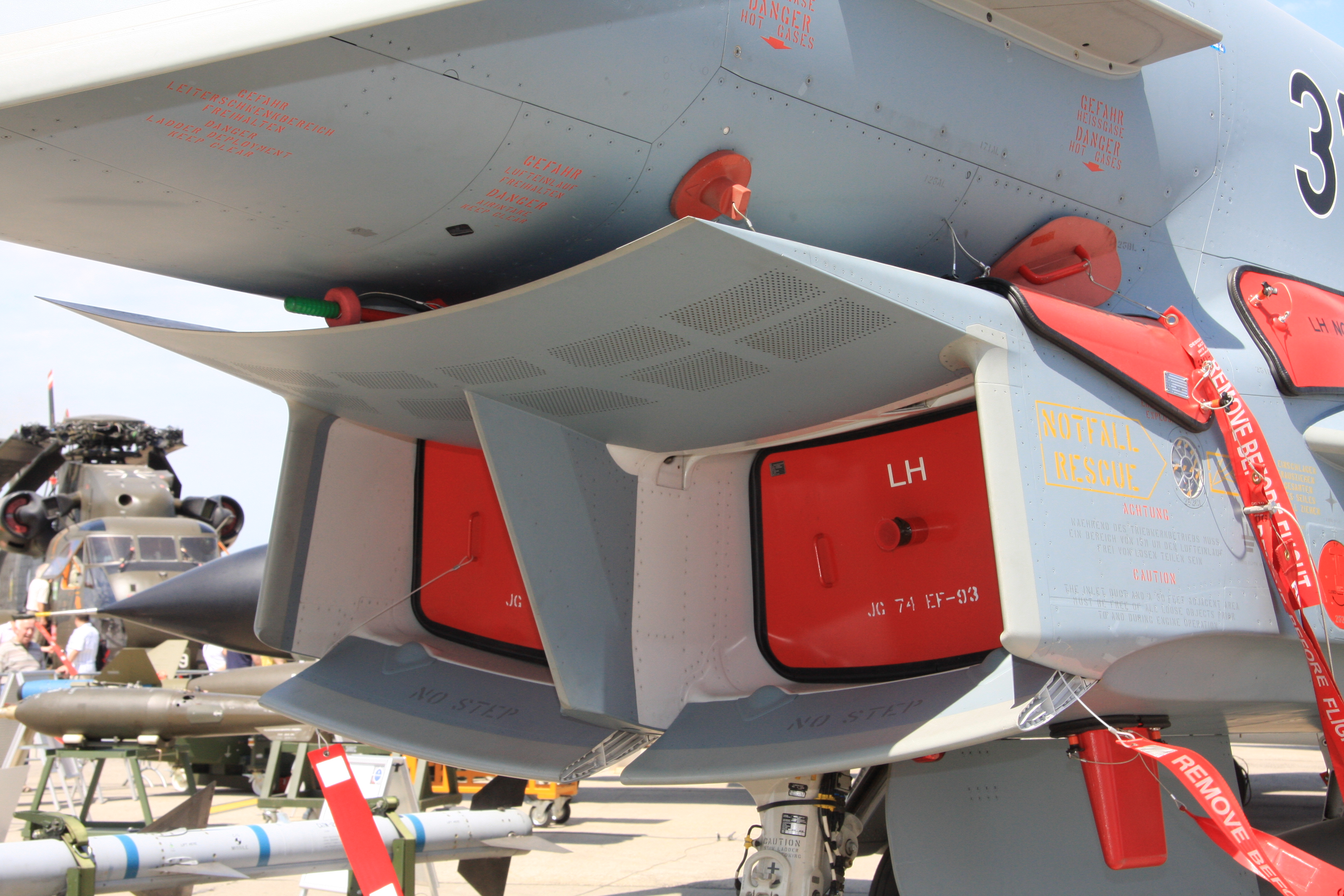
Перфорированный пластинчатый отсекатель и щель слива погранслоя между в/заборниками и поверностью фюзеляжа на истребителе Eurofighter Typhoon

Воздушный поток, поступающий на вход компрессора двигателя при сверхзвуковом полёте должен затормозиться до дозвуковых значений, что требуется по условиям надёжности работы двигателя. Это достигается формой воздухозаборника, относительно большой длиной воздушного канала (по отношению к в/заборникам дозвуковых машин) и наличием специальных устройств для торможения потока. 
Кроме этого, пропускная способность канала воздухозаборника должна соответствовать требуемому расходу воздуха в двигателе в текущий момент времени, в зависимости от режима работы двигателя, что требует установки технически сложных автоматических устройств, регулирующих пропускную способность входного устройства. Обычно применяют отклоняемый вертикальный (Ту-22М2) или горизонтальный «клин» (МиГ-25) или выдвижной «конус» (МиГ-21).
Также при высоких скоростях полёта на поверхностях летательного аппарата перед воздухозаборником накапливается низкоэнергетический пограничный слой, проникающий в воздухозаборник и ухудшающий эффективность торможения потока, что дополнительно усугубляется манёврами самолёта. Данный фактор не проявляется, если входное устройство находится в зоне невозмущённого потока, например, в передней части фюзеляжа. Но при нижнем, и особенно боковом расположении воздухозаборников их входные устройства приходится отдалять от фюзеляжа, образуя щель для отвода нарастающего на фюзеляже пограничного слоя, а также часто устанавливают и разделительные перегородки - пластинчатые отсекатели.

## DSI-воздухозаборник

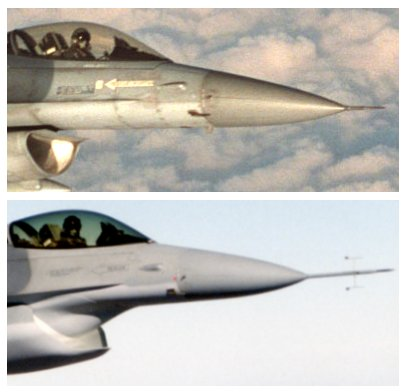
Сравнение классического и DSI-воздухозаборника

Современным развитием сверхзвуковых воздухозаборников стал DSI-воздухозаборник (англ. diverterless supersonic inlet — безотводный воздухозаборник), т. е. не имеющий пластинчатого отсекателя пограничного слоя и внутренних подвижных регулирующих элементов. Такая конструкция позволила решить сразу несколько проблем: экранирование лопаток компрессора, отведение пограничного слоя, повышения коэффициента восстановления полного давления. Отсутствие щели для слива пограничного слоя уменьшают заметность самолёта и его аэродинамическое сопротивление. Такой воздухозаборник технически проще и легче. 
DSI-воздухозаборник состоит из рампы, сжимающей поток и формирующей коническое течение, а также кромок специальной формы, которые создают веер волн сжатия и во взаимодействии с рампой разворачивают низкоэнергетическую часть пограничного слоя наружу, не позволяя ей попасть внутрь воздухозаборника.
Работы по DSI-воздухозаборнику впервые были проведены в Lockheed Martin в начале 1990-х годов. Первый полёт самолёта F-16 c DSI-воздухозаборником был совершён 11 декабря 1996 года.

## Самолёты с DSI-воздухозаборником
- Lockheed Martin F-35 Lightning II
- Chengdu J-10B
- Chengdu J-20
- Shenyang J-31
- JF-17 Thunder

## Примеры сверхзвуковых самолётов с нерегулируемым воздухозаборником
- МиГ-19 (1452 км/ч на высоте 10000 м)
- Ту-22 (макс. 1550—1610 км/ч)
- МиГ-27 (макс. 1885 км/ч на высоте 8000 м)